# Planalto Armênio

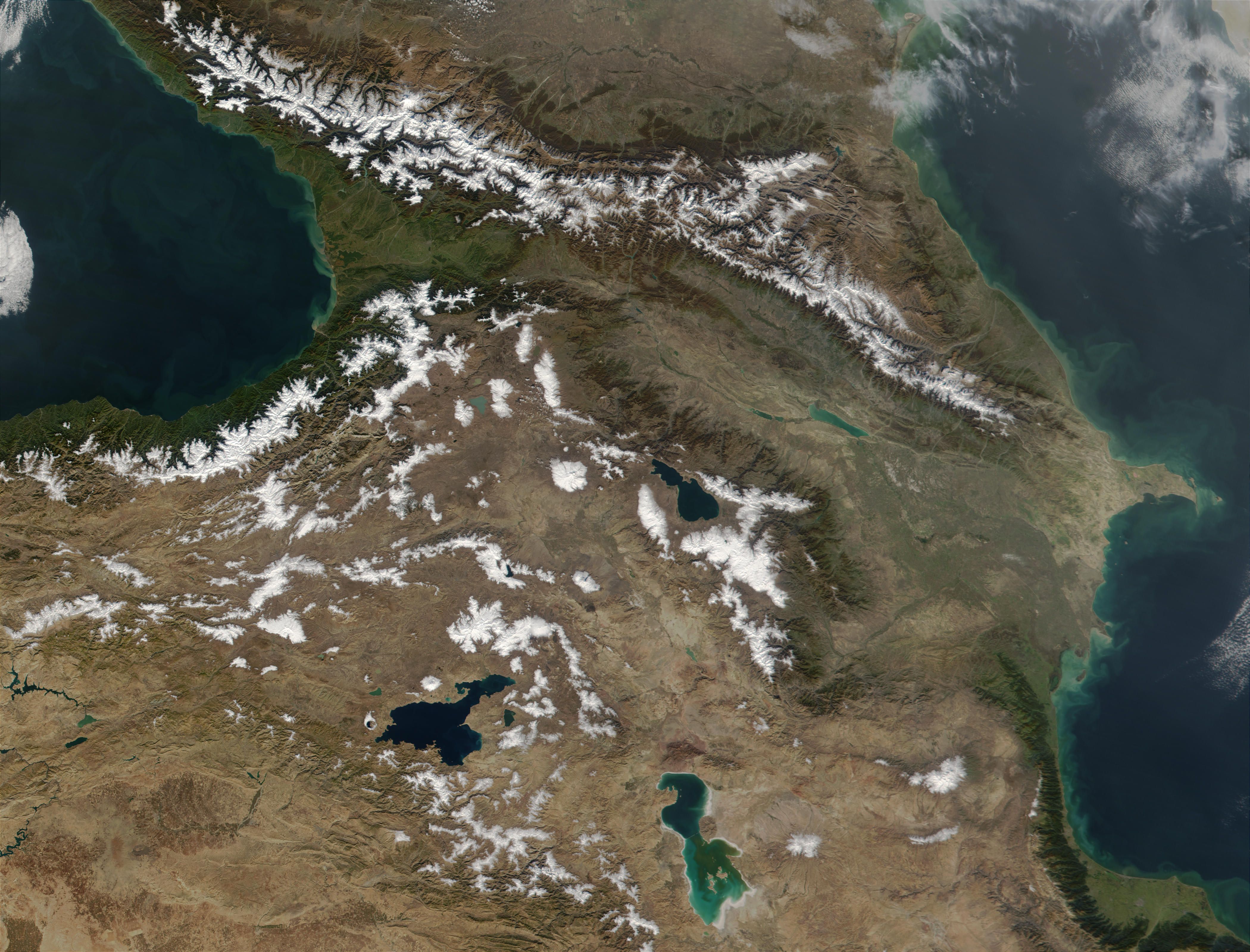
Orografia do Planalto Armênio

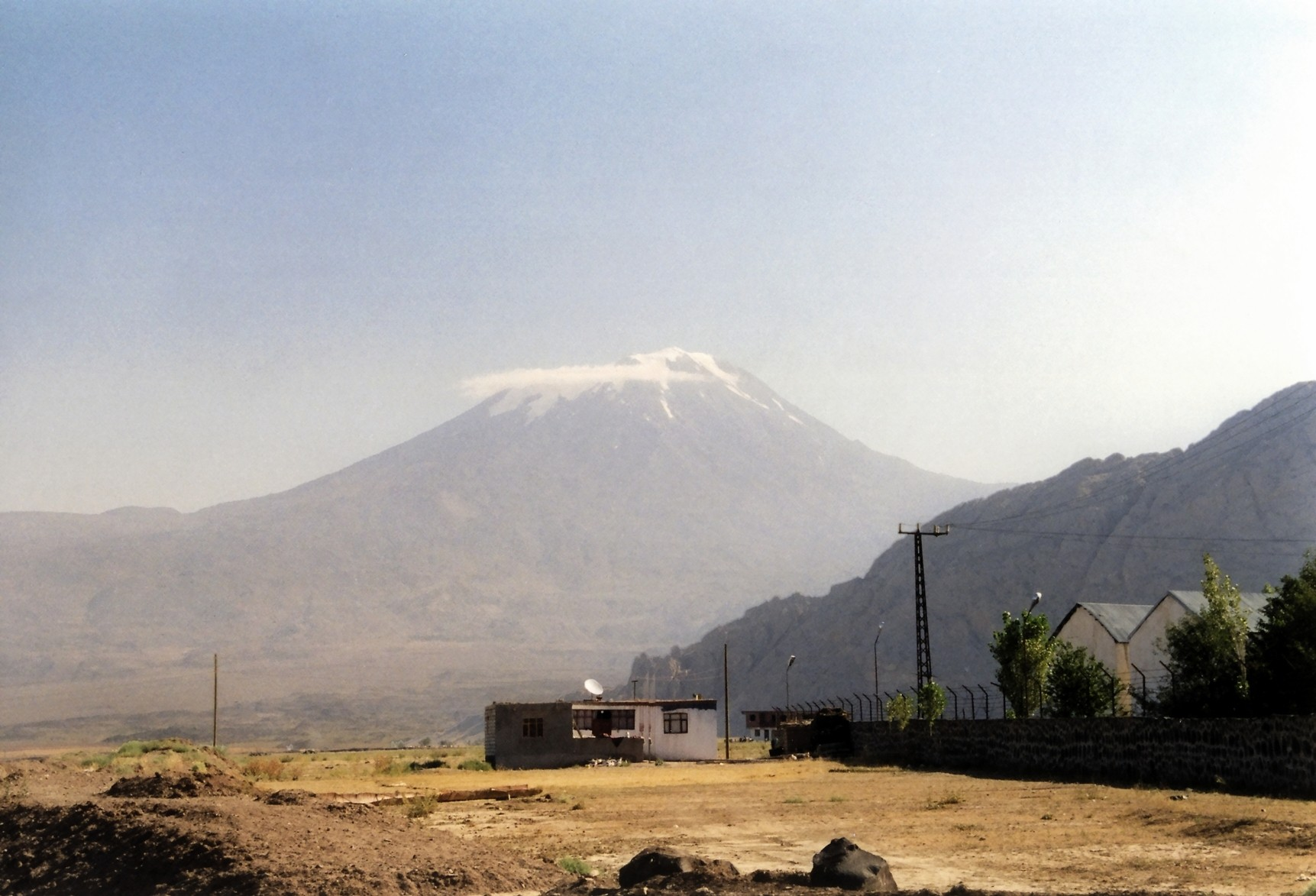
Ararate visto do Doubeiazete

O Planalto Armênio, também conhecido como Platô Armênio, é parte do Planalto da Transcaucásia e constitui na continuação das montanhas do Cáucaso, também chamado de Armênia Oriental. A maior parte do Planalto fica na Turquia e uma pequena parte no Irã. Quase toda a Armênia fica no Planalto, que também se estende a uma parte do Azerbaijão.
Sua área total é de 400 mil km². O ponto mais alto é o Monte Ararate, com 5.165 metros. É uma mistura de planaltos de lava, cones vulcânicos e cordilheiras, com montanhas e estepes e semidesertos. Há um grande número de lagos nas depressões tectônicas (lago de Vã, Lago Sevã, Lago Úrmia). O nome Planalto armênio não é usado pelos países vizinhos por diversas razões políticas e históricas. Na Turquia, o termo Região da Anatólia Oriental (em turco: Doğu Anadolu Bölgesi) é normalmente empregado.
O damasco, nativo da China, chegou à Europa por meio do Planalto armênio. Ele é conhecido desde os tempos antigos como uma fruta armênia, e o seu nome científico na botânica, Prunus armeniaca, deriva do vernáculo latim Armeniacum, mesma raíz de Armênia.
O Planalto Armênio pode ser chamado de "epicentro da Idade do Ferro". É tradicionalmente associado ao local onde era possivelmente o Jardim do Éden.